# Рибосомний білок L18a
RPL18A (англ. Ribosomal protein L18a) – білок, який кодується однойменним геном, розташованим у людей на короткому плечі 19-ї хромосоми.  Довжина поліпептидного ланцюга білка становить 176 амінокислот, а молекулярна маса — 20 762.
| 10         |  | 20         |  | 30         |  | 40         |  | 50         |
| ---------- |  | ---------- |  | ---------- |  | ---------- |  | ---------- |
| MKASGTLREY |  | KVVGRCLPTP |  | KCHTPPLYRM |  | RIFAPNHVVA |  | KSRFWYFVSQ |
| LKKMKKSSGE |  | IVYCGQVFEK |  | SPLRVKNFGI |  | WLRYDSRSGT |  | HNMYREYRDL |
| TTAGAVTQCY |  | RDMGARHRAR |  | AHSIQIMKVE |  | EIAASKCRRP |  | AVKQFHDSKI |
| KFPLPHRVLR |  | RQHKPRFTTK |  | RPNTFF     |  |            |  |            |

A: Аланін

C: Цистеїн

D: Аспарагінова кислота

E: Глутамінова кислота

F: Фенілаланін

G: Гліцин

H: Гістидин

I: Ізолейцин

K: Лізин

L: Лейцин

M: Метіонін

N: Аспарагін

P: Пролін

Q: Глутамін

R: Аргінін

S: Серин

T: Треонін

V: Валін

W: Триптофан

Кодований геном білок за функціями належить до рибонуклеопротеїнів, рибосомних білків. 